# تيرينس هوارد (لاعب كرة قدم)
تيرينس هوارد (بالإنجليزية: Terence Howard)‏ هو لاعب كرة قدم بريطاني، ولد في 13 سبتمبر 1937 في لندن في المملكة المتحدة. شارك مع منتخب المملكة المتحدة الوطني لكرة القدم. أما مع النوادي، فقد لعب مع Hendon F.C. ‏.

## وصلات خارجية
- تيرينس هوارد على موقع الاتحاد الدولي (مؤرشف)  (الإنجليزية)
- تيرينس هوارد على موقع أوليمبيديا (الإنجليزية)